# Swede Roos
Harry Marshall Roos, detto Swede (Chicago, 8 agosto 1913 – Troutdale, 30 gennaio 1979), è stato un cestista e allenatore di pallacanestro statunitense, professionista nella NBL e nella PBLA.

## Carriera
Giocò per una stagione nella NBL, disputando 22 partite con 3,2 punti di media.
Chiuse la carriera nella PBLA con i Waterloo Hawks.